# La Meilleraye-de-Bretagne
La Meilleraye-de-Bretagne (bretonsko Melereg-Breizh) je naselje in občina v francoskem departmaju Loire-Atlantique regije Loire. Leta 2013 je naselje imelo 1.464 prebivalcev.

## Geografija
Kraj leži v pokrajini Bretaniji 45 km severovzhodno od Nantesa.

## Uprava
Občina La Meilleraye-de-Bretagne skupaj s sosednjimi občinami La Chapelle-Glain, Châteaubriant, Erbray, Fercé, Grand-Auverné, Issé, Juigné-des-Moutiers, Louisfert, Moisdon-la-Rivière, Noyal-sur-Brutz, Petit-Auverné, Rougé, Ruffigné, Saint-Aubin-des-Châteaux, Saint-Julien-de-Vouvantes, Soudan, Soulvache  in Villepot sestavlja kanton Châteaubriant; slednji se nahaja v okrožju Châteaubriant.

## Zanimivosti
- cistercijanska opatija Notre-Dame de Melleray, ustanovljena v letu 1142, razpuščena med francosko revolucijo leta 1794, od leta 1817 pod trapisti, francoski zgodovinski spomenik od leta 1984,
- cerkev sv. Štefana iz 18. in 19. stoletja.